# مارکو شورین
مارکو شورین (استونیایی: Marko Šorin؛ زادهٔ ۹ ژوئن ۱۹۷۴)  سیاستمدار و نماینده سابق مجلس اهل استونی است.